# Paramus
Paramus ist eine Stadt im Bergen County, New Jersey, USA. Das U.S. Census Bureau hat bei der Volkszählung 2020 eine Einwohnerzahl von 26.698 ermittelt.

## Geographie
Die geographischen Koordinaten der Stadt sind 40°56'50" nördliche Breite und 74°4'14" westliche Länge.
Nach den Angaben des United States Census Bureaus hat die Stadt eine Gesamtfläche von 27,1 km2, wobei keine Wasserflächen miteinberechnet sind.

## Geschichte
Der National Park Service weist für Paramus fünf Bauwerke im National Register of Historic Places (NRHP) aus (Stand 29. November 2018), darunter die Midland School.

## Demographie
Nach der Volkszählung von 2000 gibt es 25.737 Menschen, 8.082 Haushalte und 6.780 Familien in der Stadt. Die Bevölkerungsdichte beträgt 949,1 Einwohner pro km2. 79,19 % der Bevölkerung sind Weiße, 1,13 % Afroamerikaner, 0,05 % amerikanische Ureinwohner, 17,23 % Asiaten, 0,01 % pazifische Insulaner, 0,89 % anderer Herkunft und 1,51 % Mischlinge. 4,87 % sind Latinos unterschiedlicher Abstammung.
Von den 8.082 Haushalten haben 37,0 % Kinder unter 18 Jahre. 73,3 % davon sind verheiratete, zusammenlebende Paare, 8,0 % sind alleinerziehende Mütter, 16,1 % sind keine Familien, 14,4 % bestehen aus Singlehaushalten und in 9,4 % Menschen sind älter als 65. Die Durchschnittshaushaltsgröße beträgt 3,00, die Durchschnittsfamiliengröße 3,32.
23,2 % der Bevölkerung sind unter 18 Jahre alt, 5,5 % zwischen 18 und 24, 24,7 % zwischen 25 und 44, 25,0 % zwischen 45 und 64, 21,5 % älter als 65. Das Durchschnittsalter beträgt 43 Jahre. Das Verhältnis Frauen zu Männer beträgt 100:94,4, für Menschen älter als 18 Jahre beträgt das Verhältnis 100:90,4.
Das jährliche Durchschnittseinkommen der Haushalte beträgt 76.918 USD, das Durchschnittseinkommen der Familien 84.406 USD. Männer haben ein Durchschnittseinkommen von 56.635 USD, Frauen 37.450 USD. Der Prokopfeinkommen der Stadt beträgt 29.295 USD. 3,3 % der Bevölkerung und 1,4 % der Familien leben unterhalb der Armutsgrenze, davon sind 3,4 % Kinder oder Jugendliche jünger als 18 Jahre und 5,0 % der Menschen sind älter als 65.

## Einwohnerentwicklung
| Jahr | Einwohner¹ |
| ---- | ---------- |
| 1980 | 26.474     |
| 1990 | 25.067     |
| 2000 | 25.737     |
| 2010 | 26.342     |
| 2020 | 26.698     |

¹ 1980–2020: Volkszählungsergebnisse

## Söhne und Töchter der Stadt
- Tony Lip (1930–2013), Schauspieler
- James J. Tedesco III (* 1953), Politiker
- Elaine Zayak (* 1965), Eiskunstläuferin
- Liv Morgan (* 1994), Wrestlerin